# Habenaria hologlossa
Habenaria hologlossa är en orkidéart som beskrevs av Victor Samuel Summerhayes. Habenaria hologlossa ingår i släktet Habenaria och familjen orkidéer. Inga underarter finns listade i Catalogue of Life.